# Syamsul Chaeruddin
Syamsul Bachri Chaeruddin (ur. 9 lutego 1983 w Makasarze) – indonezyjski piłkarz grający na pozycji pomocnika.

## Kariera klubowa
Karierę piłkarską Chaeruddin rozpoczął w klubie Persigowa Gowa. Grał tam w drużynie juniorów, podobnie jak potem w Makasar Football Club i PSM Junior. W 2001 roku przeszedł do zespołu PSM Makassar. W jego barwach zadebiutował w indonezyjskiej pierwszej lidze. W 2003 i 2004 roku wywalczył z Makassarem wicemistrzostwo Indonezji. W 2010 został zawodnikiem Persiji Dżakarta. W sezonie 2011/2012 grał w Sriwijaya FC. W 2012 wrócił do PSM Makassar.

## Kariera reprezentacyjna
W reprezentacji Indonezji Chaeruddin zadebiutował 12 marca 2004 roku w zremisowanym 0:0 towarzyskim meczu z Malezją. W 2004 roku wystąpił w 3 meczach Pucharu Azji 2004: z Katarem (2:1), z Chinami (0:5) i z Bahrajnem (1:3). W 2007 roku został powołany przez selekcjonera Iwana Kolewa do kadry na Puchar Azji 2007. Na tym turnieju rozegrał 3 spotkania: z Bahrajnem (2:1), z Arabią Saudyjską (1:2) i z Koreą Południową (0:1).